# Воля-Мала (Підкарпатське воєводство)
Воля-Мала (пол. Wola Mała) — село в Польщі, у гміні Чорна Ланьцутського повіту Підкарпатського воєводства.
Населення — 848 осіб (2011).
У 1975-1998 роках село належало до Ряшівського воєводства.

## Демографія
Демографічна структура станом на 31 березня 2011 року:
|          | Загалом | Допрацездатний вік | Працездатний вік | Постпрацездатний вік |
| -------- | ------- | ------------------ | ---------------- | -------------------- |
| Чоловіки | 402     | 84                 | 267              | 51                   |
| Жінки    | 446     | 91                 | 266              | 89                   |
| Разом    | 848     | 175                | 533              | 140                  |